# ويكفيلد
ويكفيلد (بالإنجليزية: Wakefield)‏ هي مدينة ومركز إداري ل مدينة ويكفيلد عاصمة مقاطعة غرب يوركشير بإنجلترا.

## المناخ
يظهر الجدول التالي التغييرات المناخية على مدار السنة لويكفيلد:
| البيانات المناخية لـويكفيلد       | البيانات المناخية لـويكفيلد | البيانات المناخية لـويكفيلد | البيانات المناخية لـويكفيلد | البيانات المناخية لـويكفيلد | البيانات المناخية لـويكفيلد | البيانات المناخية لـويكفيلد | البيانات المناخية لـويكفيلد | البيانات المناخية لـويكفيلد | البيانات المناخية لـويكفيلد | البيانات المناخية لـويكفيلد | البيانات المناخية لـويكفيلد | البيانات المناخية لـويكفيلد | البيانات المناخية لـويكفيلد |
| الشهر                             | يناير                       | فبراير                      | مارس                        | أبريل                       | مايو                        | يونيو                       | يوليو                       | أغسطس                       | سبتمبر                      | أكتوبر                      | نوفمبر                      | ديسمبر                      | المعدل السنوي               |
| --------------------------------- | --------------------------- | --------------------------- | --------------------------- | --------------------------- | --------------------------- | --------------------------- | --------------------------- | --------------------------- | --------------------------- | --------------------------- | --------------------------- | --------------------------- | --------------------------- |
| متوسط درجة الحرارة الكبرى °م (°ف) | 7 (44)                      | 7 (44)                      | 9 (49)                      | 12 (53)                     | 16 (60)                     | 18 (65)                     | 21 (69)                     | 21 (69)                     | 17 (63)                     | 13 (56)                     | 9 (49)                      | 7 (45)                      | 13 (56)                     |
| متوسط درجة الحرارة الصغرى °م (°ف) | 2 (36)                      | 2 (36)                      | 3 (37)                      | 4 (39)                      | 7 (45)                      | 10 (50)                     | 12 (54)                     | 12 (54)                     | 10 (50)                     | 7 (45)                      | 4 (39)                      | 3 (37)                      | 6 (44)                      |
| الهطول مم (إنش)                   | 87 (3.41)                   | 64 (2.50)                   | 68 (2.67)                   | 62 (2.46)                   | 56 (2.19)                   | 67 (2.63)                   | 51 (2.01)                   | 64 (2.50)                   | 64 (2.53)                   | 74 (2.91)                   | 78 (3.06)                   | 92 (3.62)                   | 827 (32.49)                 |
| المصدر:                           |                             |                             |                             |                             |                             |                             |                             |                             |                             |                             |                             |                             |                             |

## توأمة
لويكفيلد اتفاقيات توأمة مع كل من:
- آلفلد
- بيلغورود
- كاستر
- كاستروب راوكسل
- جيرونة
- هينان بومونت
- كونين
- هيرنه

## أعلام
- تشارلز واترتون
- جورج هاو
- آن تريزمان
- ريتشارد بنتلي
- كيث هوليداي
- جون بيرك
- باربرا هيبورث
- ديفيد ستوري
- مارتين برنارد
- تريفور هاردي